# 困った時には星に聞け!
『困った時には星に聞け! 』（こまったときにはほしにきけ!）は、あべ美幸による日本の連載漫画作品。『いち＊ラキ』（冬水社）において、1997年5月号から連載された。単行本は全26巻、文庫本は全16巻。

## 概要
ボーイズラブ要素が含まれるが、基本は男子高校生の交流を描いた学園漫画。
舞台の蒼陵高校の寮は、作者の地元にある弟の母校がモデルになっている。
各巻の表紙には、その巻の内容にあったテーマが書かれてある。タイトルの『困った時には星に聞け!』は第1巻のテーマ。

## あらすじ
私立蒼陵高校入学式で出会った藤縞宝と保坂清嶺の第一印象は最悪そのものだった上に、お互い寮のルームメイトだった。ケンカの耐えない宝と清嶺だが、だんだんとお互いを必要な存在と感じ始める。彼らを含む個性あふれる寮生たちと送る、高校生活の3年間の物語。

## 登場人物

### 主要人物
藤縞宝（ふじしま たから）
声 - 皆川純子
主人公。214号室→308号室。5月28日生まれ。164cm。O型。
小学6年生の時に祖父を、高校1年の時に祖母を亡くした天涯孤独。母親似。
スポーツ万能で、100mを11秒05で走る。大食漢なのに、背は伸びず体重も変わらない。身長と女顔がコンプレックス。落ち込みやすく泣き虫で喧嘩っ早いが、繊細。清嶺と揉めたり問題ごとを引き起こしては、怜一から罰を受けることが多い。
清麿には「チビ」と呼ばれている。常時クーラーの入った環境にさらされ、清嶺と一緒に寝ることで、彼の抱き枕となる。
母の死後、母の死から逃げ出した父親とは共に過ごす時間が少なく、祖母と二人で暮らしていたが、高校入学直後に祖母が他界したため、高校の寮で生活することになった。外見からは想像できないほどの行動力の持ち主で、暴力行為を行うことも多々ある。祖母が病に倒れてからは言いたいことも言わない「イイ子」になったが、祖母の死後、生来の性格と清嶺の態度、クラスメートからのイジメに触発されたことでイイ子を脱却した。
外見でイジメられた中学生時代、本当は人気者だった。高校でもクラスの人気者であり、しまいには男女問わず学校中の人気者になる。
2年に進級して寮長に選ばれてからは、怜一の影響を受け、彼に似る。外見で頼りないイメージを与えるため、後輩から不満も出たが、問題が発生するごとに的確に対処していくことで後輩から信頼を得ていく。
保坂清嶺（ほさか きよみね）
声 - 森川智之
214号室→308号室。11月8日生まれ。183cm。B型。
柏木家に引き取られた、3兄弟の末っ子。征也と亜也子の異父弟。怜一は母方の従兄弟である。幼い頃の成長は遅く、癇癪持ちだった自分を根気よく育ててくれた亜也子に心酔しており、征也に反発しながら亜也子一筋を公言していた。亜也子と皓の関係を良く思っていない。中学2年の時、亜也子のストーカーにケンカを売って刺された傷跡を勲章としている。他にも、恨まれたり宝とけんかしたりで怪我が絶えない。
宝以外の人物に名前を呼び捨てされるのを嫌っている。宝に対して無自覚ながら執着している。皓に嫉妬し、宝が女なら既成事実を作って籍を入れるつもりである。
学校中から恐れられており、教師さえも手が出せない問題児で、進級時も宝と一緒にしなければいけないという判断が下された。
幼少期は、家政婦と二人暮らしであり、彼女から虐待を受けていた。もともと左利きだった。家政婦に左手を折られ、右利きへと変えられた。痛みの感覚を麻痺できるが、宝の場合は痛みを感じられる。

### 宝と清嶺の関係者達
鈴木有朋（すずき ありとも）
声 - 石塚堅
208号室。4月19日生まれ。180cm。A型。
自称・清嶺の親友。小さくて可愛い物好きであり、宝を気に入っている。宝と清嶺のケンカのとばっちりをよく受ける。岡真一郎とは同室の仲（彼は名前以外登場しない）。
寮で飼っているペットの「サクラ」は、4月1日生まれの1歳で1280g。温泉好き。
妹は千波（ちなみ）。
久住渡（くずみ わたる）
声 - 福山潤
213号室。1月20日生まれ。171cm。AB型。弓道部。
低血圧で朝に弱いが、宝と清嶺の一悶着に朝早くからたたき起こされる。朝はぼんやりしていることが多い。麻生の母親的存在でもある。
麻生夏樹（あそう なつき）
声 - 平川大輔
213号室。8月22日生まれ。181cm。O型。バスケ部。
怖がりで、霊的な話は聞くだけで気絶する。久住が自分に一切興味を示さないことに苛立ち、久住の弓に嫉妬したこともある。中学3年の時に幼馴染の佐伯彩夏（さえき あやか）と交際していたが、手ひどく振られたことで喘息がぶり返し、高校受験に失敗する危機的状態にまで陥いったことがある。
新田塔矢（にった とうや）
2月11日生まれ。176cm。A型。
怜一の元同級生。中学時代に周囲になじめないでいた自分に声をかけてくれた南朋樹（みなみ ともき）を友人と慕っていたが、朋樹が中学まで良かった成績が、蒼陵高校では並であることを突きつけられ荒れるようになり自分に金をせびり殴るようになったため、怜一を巻き込んで朋樹を殺そうとした。塔矢が朋樹を切りつけようとしたナイフは、朋樹が怜一を切りつけるものとなった。その事件がきっかけで高校を休学していた。
朋樹は怜一を切りつけた後に自首し、一年間救護院に入れられたが、その間に両親が離婚したことで、塔矢と怜一を恨んでいた。宝に同情されたと感じ、塔矢と共に宝を家に連れ込み、自分の家ごと燃やそうとして火をつけたため、後に放火の罪に問われることになる。
朋樹が救護院から出てきたことを怜一に伝えようと訪れた時に宝と出会った。事件がきっかけで血を流すことで膿を出すという考えを持ち、リストカットを繰り返したため常に長袖を着ている。幸せそうな宝を傷つけようと辛辣な言葉を突きつけるが、宝に自分の苦しみを理解してもらい、苦しみから解放される。復学し宝たちの同級生として再び蒼陵高校に戻ってくる。
望月明里（もちづき あかり）
声 - 斎賀みつき
12月20日生まれ。158cm。O型。
清嶺とは中学時代からの友人の女子。中学時代は、男子生徒と仲が良かったために女子生徒からイジメられていた。高校では、人気の高い清嶺と親しいため、そのことを自慢に思っていた。カラオケや食事に付きあう援助交際を売春行為ではなく、「清いもの」と位置づけている。援助交際を批判した宝の純粋さに惨めな自分が写るのが嫌だった。一緒に援助交際としていた友人に裏切られて、顔を傷つけるほどのケンカをした後、つるむだけではないきちんと注意してくれる友達がほしいという気持ちに気づき、援助交際から手を引く。後に、宝と清嶺に友達になってほしいと泣き、七瀬、睦美とも友人となり、睦美の母が経営する喫茶店でアルバイトを始める。
宝や清嶺の写真を売って稼ぐようになり、明里の下には宝の人権は存在していない。余計な一言が多く、宝と清嶺のケンカの発端を作ったこともある。
瓜生七瀬（うりゅう ななせ）
声 - 島涼香
9月18日生まれ。161cm。A型。
宝と睦美の幼馴染で、2人の妹のような存在。宝が好き。宝のために毎日弁当を持参し、同じメニューは二度と出さないほど料理に余念がない。宝に男友達が増えることで疎外感を抱くが、自分が「幼馴染み」であるという絶対に変わらないという特別さを実感してからは、疎外感から解放される。母親の瞳子（とうこ）は、10年以上台所に立っていない。瞳子は、宝の母の死後、宝の母と同じ香水をつけるようになり、父は宝の父の代わりに宝の授業参観に訪れていた。
高山睦美（たかやま むつみ）
声 - 天神有海
3月13日。158cm。A型。
宝と七瀬の幼馴染で、姉のような存在。自称・宝の保護者。清嶺が必要以上にくっつくのが激しく嫌い。母の美子（よしこ）は、宝の母の死後、宝の母と同じ香水をつけるようになり、父は宝の父の代わりに宝の授業参観に訪れていた。宝の祖母の死後、宝を引き取ることも考えていた。
紘野和尋（こうの かずひろ）
東一高の生徒で、宝の中学時代の同級生。成績優秀、スポーツ万能で宝の理想だった。宝を「イイ子」にした張本人。宝の祖母が倒れて以来、毎日「頑張れ」と宝に言い続け、重荷に感じた宝に離れていかれた。高校になった宝に「会いたくなかった」とまで思われていた。後に宝と和解し、宝たちの家庭教師として試験前に勉強を教えに訪れるが、スパルタ式。

### 先輩
宝たちの1学年上。2学年上は、主要な役では出てこない。
柏木怜一（かしわぎ れいいち）声 - 櫻井孝宏
309号室。6月21日。173cm。B型。宝が1年時の寮長。
宝と清嶺を温かくも厳しくもアドバイスする。寮の法律は自分次第であり、規則を破ったものの罰を嬉々として考案する。携帯は持ち歩かず、善也が代わりに出ている。試験期間中でも人生ゲームに興じ、現実と変わらなく稼ぎ倒して大金持ちになり、試験は学年トップという知性と運を兼ね備える。寮生153名のプロフィールを細かく覚えているが、そのデータの中には多くの金とコネが使われている。宝が拾った猫を2匹（ジゴロとラマン）を引き取った。
塔矢と朋樹のケンカに巻き込まれ、肩口を15針縫う怪我をしたが、実家には言っていない。
奥野とは幼い頃からの知り合い。幼い頃に善也にかばわれ軽傷ですんだにもかかわらず、左目を負傷した善也が善也の父親に叱られているを見て、二度と遊ばないと決意し長らく会っていなかったが、高校で再会する。
弟は司（つかさ）。
奥野善也（おくの よしや）声 - 子安武人
309号室。5月15日。185cm。AB型。生徒会副会長。
携帯を持ち歩かず、怜一に持ち歩くよう言われている。怜一の下僕のような人物。幼い頃、怜一をかばい左目を負傷し視力が低下、一時期失明寸前まで陥ったが、怜一に連れられてアメリカで手術し回復する。
西条克己（さいじょう かつみ）
生徒会長である西条卓巳の双子の妹。自分の意見をはっきり言う性格で、怜一にも臆さない。兄が理想の容姿であるため、似た部分の多い宝を気に入っている。

### 後輩
宝の1年後輩。
高野蒼遥（たかの しげはる）
202号室。無口で、必要なことしか話さない。
高野実（たかの みのる）
寮生ではない。無意識で蒼遥に同情的な言葉をかける。蒼遥より人当たりがよく友人が多いが、遊ぶときにも蒼遥を一緒に入れようとする。見た目は頼りないが、蒼遥の面倒を良く見る芯の強いところがある。昔は心臓が弱かった。
加納双葉（かのう ふたば）
116号室。通称「サル」。清嶺に心酔し、一匹狼であることをカッコいいと思っている。生意気な発言が多く、敵を作り一人になる事が多い。他の人間を群れていると考え見下している。桐原に気に入られてからは振り回され思うように動けず、清嶺どころではない。
桐原一也（きりはら かずなり）
108号室。宝の後任の寮長。
双葉の面倒を見ることを楽しんで、強引な双葉を強引に連れまわしている。
吉原崇（よしはら たかし）
108号室。毎夜、有朋の飼いフェレットが部屋に出ていたが、その正体に気がつかなかったため幽霊が出ていると思い、体調を崩した。

### 藤縞、篠宮家
藤縞皓（ふじしま こう）
声 - 成田剣
4月19日生まれ。34歳。186cm。O型。
宝の父親。旧姓：篠宮。妻の死後も妻の姓を名乗る。かなりの親バカ。
ナショナルジオグラフィック協会に所属。年に一度宝の元に帰ってきて、一週間ほどで戻っていく。妻の死後協会に所属し、日本から逃げるように飛び出した。日本にいない時期が長いため、日本の文化から取り残されているが、亜也子と出会ってからは毎回助けられている。宝と清嶺の2人が、ケンカしてもすぐに仲直りする展開についていけない。
宝に見せるためだけに動物の親子の写真を撮り続け、宝が16歳になるのを機に写真集『TAKARA』を出版した。
藤縞尚子（ふじしま しょうこ）
宝の母親。宝を出産後結婚式を挙げた。
篠宮亜希（しのみや あき）
声 - 荒木香恵
10年来のハワイ在住。幼い頃太っており、父親が自分を撮った写真が可愛くなかったため以後撮らないよう釘を刺した。しかし、その記憶を忘れ宝ばかり可愛がる父親に怒りをぶつけ、清嶺を連れまわした。父親が自分を撮らないのは「人物を撮らない」という信念からだと思っていたが、幼少の頃の約束を守っていただけであった。
篠宮敬史（しのみや けいし）
声 - 小形満
亜希の父親。人物は撮らないと宣言しているが、皓と尚子の結婚式の写真を個展に出品した。宝を天使だといって可愛がっているが、それが娘の気分を害することになる。

### 柏木、保坂一族
柏木征也（かしわぎ まさや）
11月29日生まれ。29歳。187cm。B型。
清嶺の異父兄で、亜也子の兄。苗字は、母親の旧姓。警察庁の警察官で、28歳にして築地署署長。清嶺を亜也子から引き離そうとするが、失敗続き。清嶺が亜也子だけでなく宝も気にするようになったことで、大目に見ている。当初は清嶺が宝を亜也子の身代わりにしていると考えていた。清嶺を可愛がっている。
柏木亜也子（かしわぎ あやこ）
声 - 日野由利加
10月23日生まれ。27歳。169cm。A型。
清嶺の異父姉で、征也の妹。警視庁渋谷署の刑事。皓と恋仲になる。
イチ
1月1日生まれ。2歳。シェルティ。
清嶺の飼犬だが、彼とは離れて実家で暮らしている。清嶺と女性以外には一切懐かないが、皓には従順。清嶺がいないと、ストレスで胃を痛める。征也と二人きりで過ごすと知ったときは、失禁した。名前の由来は、犬の鳴き声「ワン」→「ONE」→「イチ」である。犬としての能力は低く、清嶺の行方すら探せない。
柏木孝太郎（かしわぎ こうたろう）
清嶺の母方、玲一の父方の祖父。清嶺や怜一を外国旅行に連れまわし、新年には親戚一同を集め、面白い出し物をしたものに遺産を分配すると宣言している。中学生の怜一を雑誌に載せてしまった出版会社を怒りのままに潰しており、柏木の名は出版会では鬼門となっている。
保坂幹子（ほさか みきこ）
孝太郎の娘。清嶺&征也&亜也子の母親であり、弁護士。名前以外登場しないが、「SUPER LOVERS」ではレギュラー並みに登場している。
保坂洋二（ほさか ようじ）
清嶺の父親で、幹子の再婚相手。名前以外登場しない。
保坂重近（ほさか　しげちか）
洋二の父親。息子には目をかけていたが、バツイチ子持ちの幹子との結婚を機に絶縁状態となった。事故で瀕死状態の博文の代わりに、清嶺を養子にし跡継ぎにしようと考えていた。
保坂博文（ほさか ひろふみ）
重近の長男の息子。事故に合い、意識不明の重体になる。婚約者の早紀が、保坂家から結婚を反対されるため、みんなに祝福されるよう説得するという意味で言った「考え直す」と言う言葉を、別れ話と勘違いし早紀と心中しようとした。早紀は、心中事故で他界（事故当時子供を身籠もっていた）。
保坂いずみ
博文の妹。兄を好きで、早紀に何度も別れるようにしむけた。その後早紀が死んだことで自分を責める一方、兄が生存しているにもかかわらず清嶺を養子を迎えようとする家族に反発し、仲間を使い清嶺を拉致、監禁し暴行を加えた。兄の愛する人を死に追いやったことに自暴自棄になるが、自分に好意を寄せていた仲間の一人に救われる。

### モデル関係者
加築由加里（かづき ゆかり）
清嶺より10歳程上の元彼女。インディーズブランド「'YS.Y（ワイズワイ）」のプロデューサーとして、清嶺と宝にモデルをすることを命令した。
鷲尾京次（わしお きょうじ）
デザイナー
長沼和貴（ながぬま かずき）
女性だけを撮るカメラマン。「'YS.Y」のときは、その信念を変え、男である宝と清嶺を撮り話題となる。由加里に振られた経験がある。15年前に皓が撮った尚子の写真にほれ込みカメラマンになる。「'YS.Y」撮影の1年後、憧れ続けた皓を見たときは、皓の顔を知らなかったため「あやしげななおっさん」としか思わず、激しく後悔する。

## 蒼風寮寮長
蒼風寮は通称、風の門の男子寮。女子寮は登場しないので存在自体不明。
- 任期は自由でありその任務に縛られないように、特別な理由を有しなくとも別の者と交代することが許されている。
- 消灯時間前には、各寮室に赴き点呼を行う。
- 寮の簡単な整備はもちろん、各寮室の不具合についても業者に連絡を取るなど対処する。
- 寮には管理人（小林さん）がおり、彼が不在のときは電話番も代わりに行う場合もある。

ただしこれらは、個人の責任で行われるわけではなく、他の者と協力して行うことは全く問題ない。

## 書誌情報

### 単行本
- あべ美幸 『困った時には星に聞け!』 冬水社〈いち好きコミックス〉、全26巻 
  1. 1997年11月24日発売、ISBN 978-4-88-741156-2
  2. 1998年1月24日発売、ISBN 978-4-88-741172-2
  3. 1998年6月24日発売、ISBN 978-4-88-741207-1
  4. 1997年10月24日発売、ISBN 978-4-88-741233-0
  5. 1998年2月24日発売、ISBN 978-4-88-741260-6
  6. 1999年5月24日発売、ISBN 978-4-88-741282-8 描下ろし、「巻末付録■座談会」
  7. 1999年9月10日発売、ISBN 978-4-88-741316-0 描下ろし、「藤縞家見取図」、「困った時には俺に聞け!」
  8. 1999年12月24日発売、ISBN 978-4-88-741345-0
  9. 1999年3月10日発売、ISBN 978-4-88-741362-7 描下ろし、「柏木寮長と愛の登下校編4コマ」、「巻末付録■座談会」
  10. 2000年6月10日発売、ISBN 978-4-88-741384-9 描下ろし、「Let't try psychology test」「謎の柏木一族」、「またの名を後の祭り」
  11. 2000年8月10日発売、ISBN 978-4-88-741399-3 描下ろし、「巻末付録座談会PARTⅡ〜柏木一族のナゾ〜」
  12. 2000年12月10日発売、ISBN 978-4-88-741418-1 描下ろし、「困った時には星に聞け! 番外編」
  13. 2001年7月10日発売、ISBN 978-4-88-741456-3
  14. 2001年10月24日発売、ISBN 978-4-88-741472-3 描下ろし、「1月20日 久住渡」
  15. 2002年2月24日発売、ISBN 978-4-88-741490-7 描下ろし、「柏木・弟の憂鬱」
  16. 2002年5月24日発売、ISBN 978-4-88-741505-8 描下ろし、（巻末描下ろし、題名なし）
  17. 2002年8月20日発売、ISBN 978-4-88-741517-1 描下ろし、「困った時には星に聞け! 描下ろし番外編」
  18. 2002年11月20日発売、ISBN 978-4-88-741531-7
  19. 2003年3月20日発売、ISBN 978-4-88-741548-5
  20. 2003年7月20日発売、ISBN 978-4-88-741562-1 「キャラクター人気投票結果発表」、描下ろし、「巻末付録■座談会」
  21. 2003年10月20日発売、ISBN 978-4-88-741572-0
  22. 2004年1月20日発売、ISBN 978-4-88-741581-2
  23. 2004年6月20日発売、ISBN 978-4-88-741598-0
  24. 2004年9月20日発売、ISBN 978-4-88-741613-0 「いざアフリカ、ケニアへ」（作者の取材日記）
  25. 2005年2月20日発売、ISBN 978-4-88-741634-5 描下ろし、「巻末付録■座談会」
  26. 2005年5月20日発売、ISBN 978-4-88-741648-2 描下ろし、「Angels Landing 天使の降りる場所」（困った時には星に聞け!最終話続き）

### 文庫本
- あべ美幸 『困った時には星に聞け!』 冬水社〈冬水社文庫〉、全16巻
  1. 2008年1月20日発売、ISBN 978-4-88-741820-2
  2. 2008年1月20日発売、ISBN 978-4-88-741821-9
  3. 2008年2月20日発売、ISBN 978-4-88-741822-6
  4. 2008年2月20日発売、ISBN 978-4-88-741823-3
  5. 2008年3月20日発売、ISBN 978-4-88-741824-0
  6. 2008年3月20日発売、ISBN 978-4-88-741825-7
  7. 2008年4月20日発売、ISBN 978-4-88-741826-4
  8. 2008年4月20日発売、ISBN 978-4-88-741827-1
  9. 2008年5月20日発売、ISBN 978-4-88-741828-8
  10. 2008年5月20日発売、ISBN 978-4-88-741829-5
  11. 2008年6月20日発売、ISBN 978-4-88-741830-1
  12. 2008年6月20日発売、ISBN 978-4-88-741831-8
  13. 2008年7月20日発売、ISBN 978-4-88-741832-5
  14. 2008年7月20日発売、ISBN 978-4-88-741833-2
  15. 2008年8月20日発売、ISBN 978-4-88-741834-9
  16. 2008年8月20日発売、ISBN 978-4-88-741835-6